# Raúl Trapero
Raúl Trapero González (ur. 12 kwietnia 1963 w Villamuñio, zm. 15 września 2010 w Alfaro) – hiszpański bokser.

## Początki kariery
Boks zaczął trenować w wieku 14 lat. W lutym 1981 został włączony do kadry narodowej.

## Kariera amatorska
W 1984 wystąpił na igrzyskach olimpijskich, na których zajął 17. miejsce w wadze piórkowej.
Dwukrotny mistrz Hiszpanii (1982, 1984).

## Kariera profesjonalna
W 1987 jako zawodowy bokser wagi lekkiej stoczył 5 walk, z których 2 wygrał i 3 przegrał.

## Dalsze losy
Po zakończeniu kariery pracował jako kierowca ciężarówki. Zginął w wypadku samochodowym 15 września 2010 w Alfaro.